# Haut (toponyme)
Cet article concerne le toponyme. Pour le vêtement, voir haut.

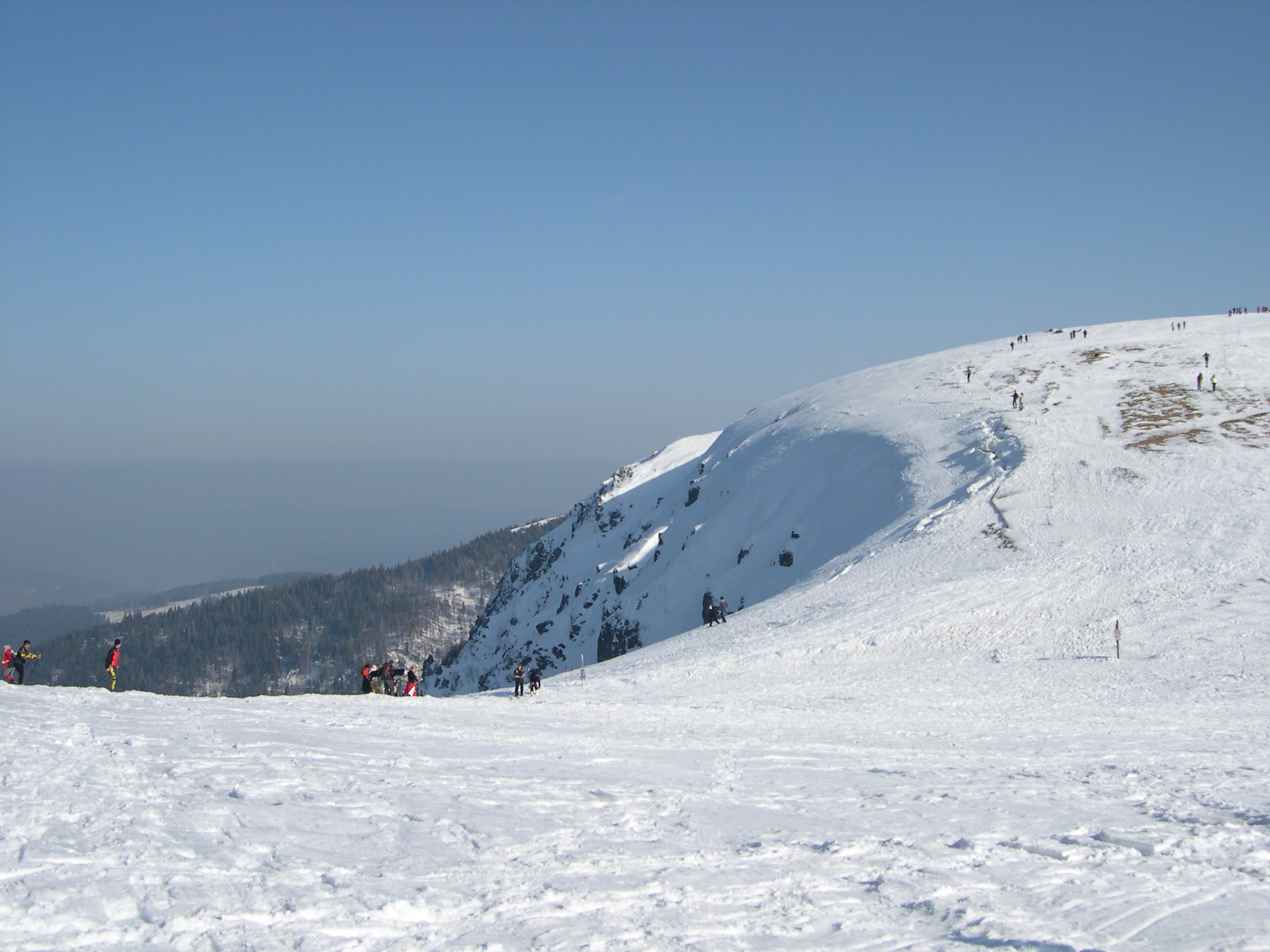
Haut du Falimont, 1306 m, Vosges

Haut est un toponyme très usité dans les pays montagnards comme dans le massif vosgien, où son occurrence est très forte, en Suisse romande, sur la façade est de la France, ainsi que dans les régions Bourgogne-Franche-Comté et Auvergne-Rhône-Alpes.
Il n’implique pas nécessairement une haute altitude : il peut également aussi désigner une simple butte qui domine le paysage environnant. C’est par exemple le cas en Bourgogne ou en Lorraine, où un haut peut se limiter à une élévation de terrain d'altitude très variable.
Sa vaste zone d’expansion lui fait toucher plusieurs aires dialectales au sein de la langue d’oïl et du francoprovençal.

## Étymologie et usage
Le haut représente la forme substantivée de l'adjectif « haut ». Haut résulte du croisement entre le latin altum (comprendre gallo-roman ALTU) et du germanique hauh, hôh « haut », ce qui explique que le h- initial soit encore prononcé dans certains dialectes d'oïl : [x] ou [h] et qu'en français il serve à faire un hiatus avec l'élément précédent (H aspiré).
Il ne faut pas le confondre avec l’adjectif « haut » utilisé comme élément de toponymes opposant le « bas » au « haut », comme dans Bas-Rhin et Haut-Rhin.
En français médiéval, il est considéré comme nom commun masculin et prend deux sens selon le dictionnaire de français médiéval de Godefroy :
1. tertre, éminence ;
2. étage supérieur d’un bâtiment comme dans « au premier hault »[2].

Dans la traduction de Agis et Cleomenes par Amyot en 1645, on peut lire : « Cleomenes estait monté sur un haut, pour voir la contenance de l’ennemy ». Le fait de monter sur un haut plus que sur une colline apporte la connotation supplémentaire de l’éminence du relief en question. C’est d’autant plus vrai que, dans les massifs de l'Est de la France, les « Hauts » côtoient les « têtes », les « monts », les « ballons » ou les « roches », chacun désignant respectivement une forme de sommet au profil particulier.
L’usage du substantif haut devient moins fréquent dans la langue contemporaine en dehors des emplois régionaux et dialectaux,. En français moderne, selon le Trésor de la langue française, le terme sous sa forme substantivée est vieillissant ou régional (notamment en Suisse romande) pour désigner « un terrain élevé » ou les « étages supérieurs d’une montagne », mais encore usuel en Lorraine comme synonyme de cuesta dans les appellations géographiques « Hauts de Moselle » ou « Hauts de Meuse ».
Cependant, il est encore illustré en français par des ouvrages restés célèbres comme Les Hauts de Hurlevent et des néo-toponymes de création récente comme Les Hauts-de-Caux (Seine-Maritime).

## Usages régionaux
Dans les différentes régions où ce terme est utilisé le déterminé « Haut » est complété par un déterminant introduit par « de » : le « haut de N ». Il est ainsi identifié comme la partie haute d’un paysage plus vaste, au sein duquel le seul relief présent fait figure de proéminence que l’on voit de loin.
Le déterminant peut être un cours d’eau, un plateau, une montagne, une agglomération en contrebas ou tout autre terme local issu d’un microtoponyme.

### Massif des Vosges

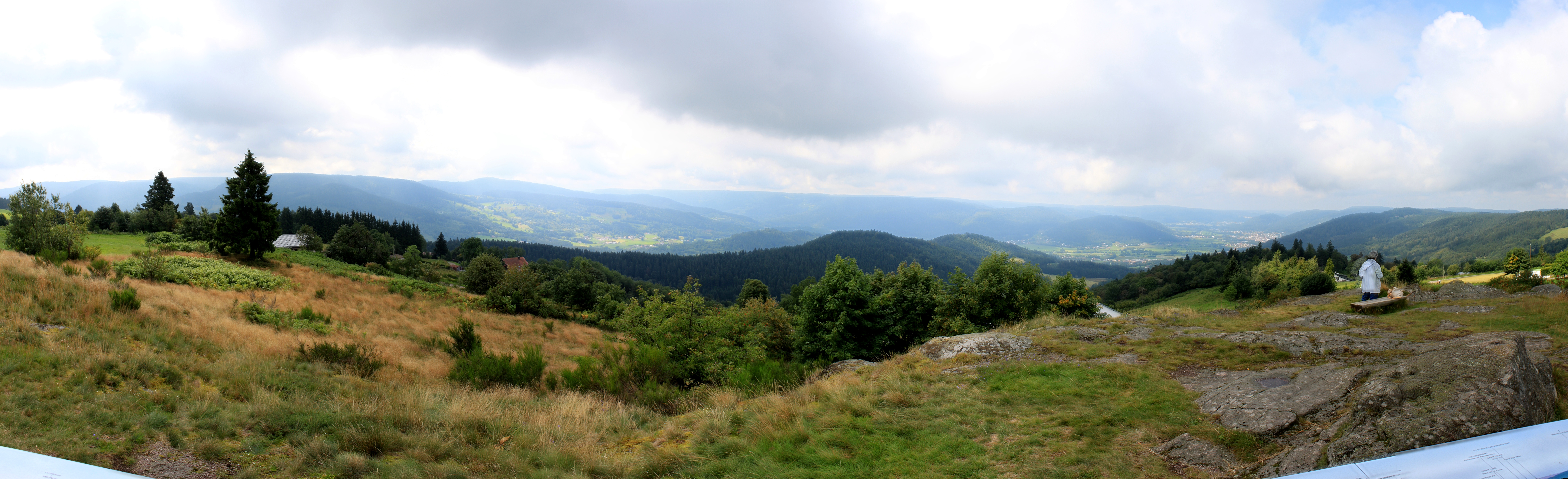
Le Haut du Tôt (88) - panorama

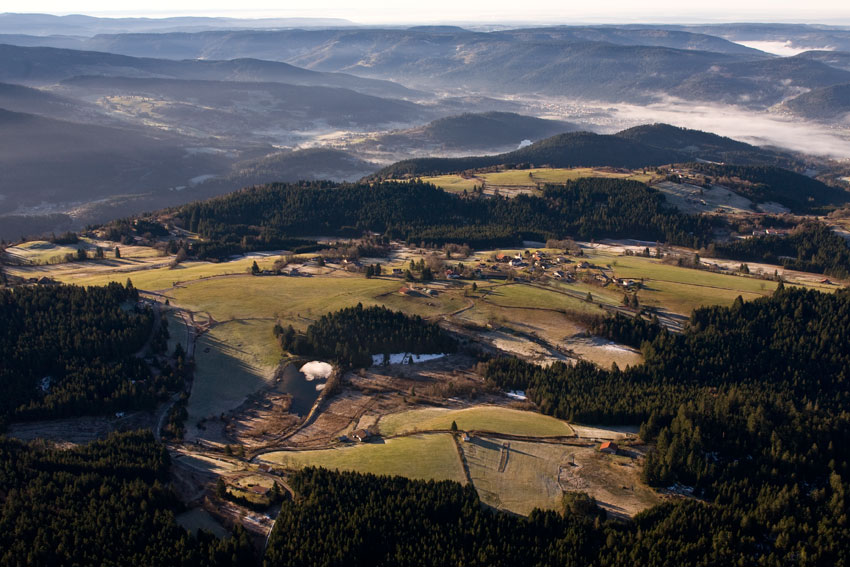
Le Haut du Tôt, vue aérienne

#### Hauts et monts
En patois lorrain, le /h/ de « haut » est aspiré. On dit [ho:]. Le terme est utilisé à la fois comme nom commun patois, et comme nom propre dans la toponymie.
Les hauts lorrains sont presque exclusivement des oronymes ou des microtoponymes de collines, mais il existe des écarts, des hameaux issus d’un ancien défrichement d’altitude, qui portent un nom en « Haut ». C’est le cas du Haut du Tôt dans les Vosges, à ne pas confondre avec Le Tôt de Haut, sur la commune de Fermanville (Manche).
De fait, l’altitude n’est pas le critère absolu d’un haut. Si on est en plaine à 120 m d’altitude, la moindre colline de 300 m d’altitude devient le haut de la région sur laquelle on a une vue panoramique depuis le sommet de la colline. Ceci explique le nombre très important de « haut(s) » sur le plateau lorrain à des altitudes relativement peu élevées.
Le sens complémentaire de « haut » par rapport au « mont » c’est que l’un n’exclut pas l’autre : sur les 111 toponymes vosgiens en « haut » listés ci-dessous, on dénombre, par exemple, huit « Haut du Mont » et deux « Haut des Monts ». Il n'y a pas de redondance, puisque le « haut » décrit la partie supérieure de la montagne, de la colline, ou encore de la côte.

#### Partie germanophone du massif vosgien
Généralement, les deux parties des Vosges — de chaque côté de la frontière linguistique — entretiennent les mêmes usages toponymiques indépendamment de la langue utilisée.
L’exception confirmant ici la règle, le « Haut » n’a pas vraiment d’équivalent sur la face germanophone du massif vosgien que du côté roman. Le terme équivalent est « Höhe », mais il est n’est guère utilisé en Alsace.
Les « Berg » rassemblent à la fois les « hauts » et les « monts » romans. Néanmoins, quelques toponymes très typiques du bassin germanophone méridional utilisent le terme « Bühl » ou « Buckel » pour désigner des tertres ou reliefs bien identifiés dans un environnement plat et non montagneux.
« Buckel » est plus parlant car il signifie en alsacien « le dos », « le dos rond », « une éminence arrondie ». La déformation graphique dans « Bühl » ne permet plus de deviner le sens étymologique du mot.
« Buckel », « Bühl » ou encore « Bügel » sont issus du vieux haut-allemand « Buhil », devenant « Bühel » en moyen haut-allemand. Ils désignent une colline. On trouve aussi des variantes en « Bichel », « Bichl », « -bichel », « -bichl », « Pichl », etc.

### En Savoie
En langue savoyarde, le substantif existe sous sa forme dialectale « hyô », notamment dans le pays de l'Albanais. Ce terme désigne la partie haute de quelque chose, un sommet, ou encore la partie supérieure d’un habit ou d’une maison. Le /h/ n’est pas aspiré ([jo:]).
La forme substantivée « damo » est également attestée dans certains secteurs de Savoie ; on la retrouve avec ou sans la préposition « de » comme dans les expressions « damo la maizon » ou « damo d’la mêyon » (en haut de la maison).

## Aspect sociologique
Dans les régions où l’usage du terme « haut » s’est bien établi, les populations locales habitant les plaines ou l’aval des vallées ont pris l’habitude de nommer les habitants des parties supérieures des montagnes — on parle ici des résidents permanents — « ceux d’en haut » ou « les gens des hauts ». Dans le pays de Chambéry, on dit « rlo de damo » et dans le pays de l'Albanais « rlo d’damo ». Ce n’est donc pas le terme patois équivalent « hyô » qui prévaut ici.
On peut ainsi trouver un ouvrage qui traite de la flore populaire médicinale chez les « gens des hauts » du Briançonnais, ou encore une association qui porte le nom de « Gens des Hauts Pays ». Il semble que cet usage linguistique se soit enraciné dans toutes les régions montagneuses qui recoupent avec l'aire d'expansion des hauts.

### Exemple des Hautes-Vosges
Dans les Vosges romanes, on a longtemps différencié les gens des « hauts » de ceux de la plaine. Cela signifie par conséquent que les gens des hauts n'habitent pas forcément dans un « haut ». C'est une expression qui est entrée dans le langage courant sans faire référence à un toponyme en particulier. « Ceux des hauts » avaient la réputation de vivre en autarcie dans un monde à part. Dans la commune de La Bresse, on parle de la révolue « guerre des hauts », une discorde légendaire entre les bressauds et leurs voisins géromois. Avec la modernité et l’abandon des écarts d’altitude défrichés, il est moins sûr qu’un enfant d’aujourd’hui ait le même ressenti que ses aînés à l’évocation des « hauts ».
Le Bressaud Georges Savouret, résistant et ethnologue, décrit les hauts en ces termes : « Les gens des hauts ne se rencontrent que le dimanche en descendant à la messe faire leurs dévotions et par la même occasion boire une chopine au cabaret et faire leurs achats pour la semaine. L'archaïsme de ce genre de vie s'est lentement dégradé, à partir de la fin du XIXe siècle, avec le développement de l'industrie textile. Peu à peu, les fermes, abandonnées, tombent en ruine, les prés qu'ils entouraient sont submergés par le reboisement. ».
En effet, après l'explosion démographique du XVIIIe siècle qui culminera sous la Révolution, ce fut au début du XIXe siècle que la population des campagnes vosgiennes avait atteint son maximum ; elle commença à décroître avec la modernisation du mode de vie. Les premières usines s'implantent dans les vallées, attirent les paysans les plus démunis et ceux qui doivent compléter leurs revenus issus de la ferme par d'autres emplois plus stables. Les jeunes générations quittent la ferme des hauts pour occuper des emplois peu qualifiés dans les bourgs de fond de vallée ou en ville. L'arrivée des chemins de fer nécessite une main-d’œuvre importante.
Dans les hautes vallées vosgiennes, on ne construit plus de fermes en altitude pour des raisons évidentes d'isolement géographique et social. Au contraire, les fermes sur les hauteurs sont progressivement laissées à l'abandon. Les constructions plus en hauteur tombent en ruine et disparaissent dans la végétation. La population se concentre davantage dans les villages autour de l'église, des commerces ou des usines. L'habitat dispersé cède la place à un habitat plus aggloméré. C'est un phénomène socio-économique qu'on retrouve dans les régions montagneuses de la France sur sa façade est.

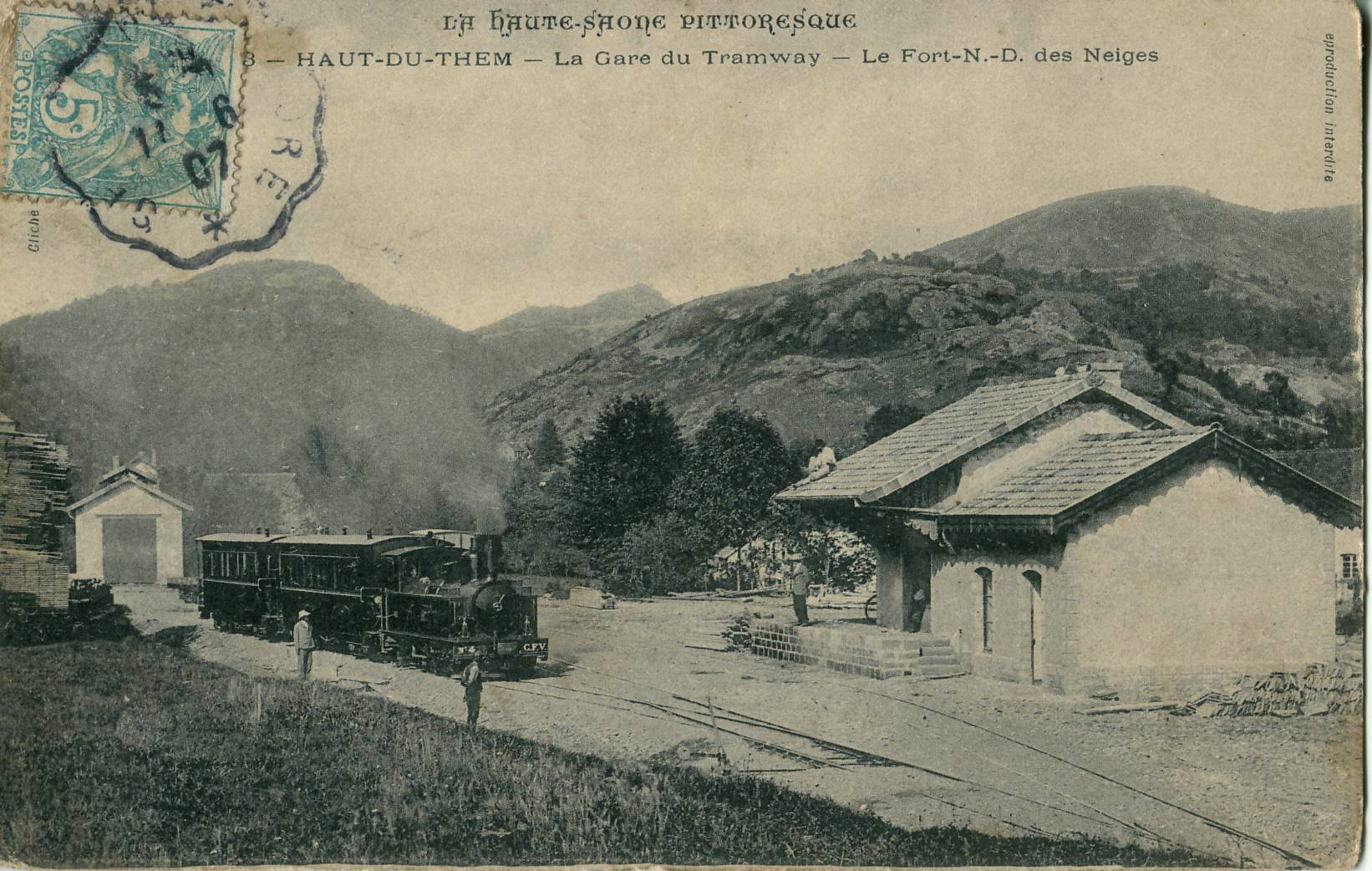
Haut-du-Them (70) La Gare du Tramway - Le Fort N.D. des Neiges